# Norrbo församling, Uppsala stift
Norrbo församling var en församling i Uppsala stift och i Hudiksvalls kommun i Gävleborgs län. Församlingen uppgick 2006 i Bjuråker-Norrbo församling.

## Administrativ historik
Församlingen har medeltida ursprung. 
Församlingen bildade till 2006 pastorat med Bjuråkers församling, före 1 maj 1917 som moderförsamling, därefter som annexförsamling. Församlingen uppgick 2006 i Bjuråker-Norrbo församling.
Församlingskod var 218410  

## Kyrkor
- Norrbo kyrka